# 더 지오그래퍼 드랭크 히스 글로브 어웨이
더 지오그래퍼 드랭크 히스 글로브 어웨이(러시아어: Географ глобус пропил, Geograf Globus Propil, The Geographer Drank His Globe Away)는 러시아 연방에서 제작된 알렉산더 베레딘스키 감독의 2013년 드라마, 모험 영화이다. 콘스탄틴 카벤스키 등이 주연으로 출연하였다.

## 출연

### 주연
- 콘스탄틴 카벤스키
- 옐레나 랴도바
- 안나 우코로바

### 조연
- 아그리피나 스테클로바